# Syncom
Syncom (Synchronous Communications Satellite) ist die Bezeichnung für eine Reihe von Nachrichtensatelliten der NASA. Mit ihnen wurden ab 1963 Telefon- und Fernsehübertragungen von Satelliten in geosynchronen bzw. geostationären Umlaufbahnen erprobt. Die ersten drei Satelliten waren praktisch baugleich und wurden von der Hughes Space and Communications Company (heute Boeing) entwickelt und gebaut. In den 1980er Jahren wurde die Serie als Syncom IV mit einigen größeren, ebenfalls von Hughes gebauten Satelliten fortgesetzt. Sie waren Teil des militärischen Leasat-Programms der Vereinigten Staaten.

## Syncom 1, 2 und 3

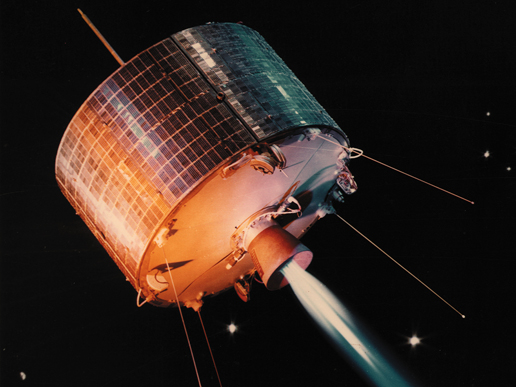
Syncom 1

Die drallstabilisierten Satelliten dieser Baureihe wurde von ihrer Trägerrakete in eine stark elliptische Umlaufbahn mit 250 und 1200 km Perigäum und 36.000 km Apogäum befördert. Um ihre kreisförmige Umlaufbahn zu erreichen, waren sie deshalb mit einem eigenen Apogäumstriebwerk ausgerüstet, deren Düse sich am Boden des zylindrischen Körpers von 71 cm Durchmesser und 39 cm Höhe (64 cm mit Düse) befand. Die Masse des Satelliten beim Start betrug 68 kg, nach Brennschluss des Triebwerkes waren es dann noch 39 kg. Zur Energieversorgung dienten 3840 Solarzellen mit insgesamt 29 Watt Leistung auf der Außenseite des Zylinders und Nickel-Cadmium-Akkumulatoren. Der Empfänger (je ein Receiver mit 5 bzw. 13 MHz Bandbreite) arbeitete auf einer Frequenz von 7,36 GHz, der Sender auf 1,82 GHz mit 2 Watt Leistung und einer geschlitzten Dipolantenne. Hergestellt wurden die Satelliten Syncom 1, 2 und 3 von der Firma Hughes Aircraft in Culver City, Kalifornien.
Der Start des ersten Satelliten Syncom 1 erfolgte am 14. Februar 1963, jedoch ging der Funkkontakt zum Satelliten schon 5 Stunden nach dem Start des Apogäumstriebwerks verloren. Dies lag nach Auswertung der NASA-Ingenieure an einer Explosion eines defekten Stickstofftanks, dessen Inhalt für die Steuerungstriebwerke des Satelliten verwendet wurde. Weiterhin wurde ein Ausfall der internen Elektronik vermutet. Erst der Start von Syncom 2 mit stabileren Stickstofftanks und redundanter Stromverkabelung in eine Position von 55° West mit 33,4° Bahnneigung war ein Erfolg und so konnten die ersten Telefonübertragungen geschaltet werden. Mit Syncom 3 wurde am 19. August 1964 der erste Satellit in eine quasi-geostationäre Umlaufbahn mit 0,06° Bahnneigung gebracht. Dazu hatte man das Bahnkorrektursystem verbessert und dessen Treibstoffmenge vergrößert. Über den Satelliten konnten eine Duplex-Fernsprechverbindung oder sechzehn Simplex-Fernschreibverbindungen gleichzeitig geführt werden. Syncom 2 und 3 wurden auch für experimentelle Fernsehübertragungen in Schwarzweiß, niedriger Bandbreite und ohne Ton genutzt. So wurden z. B. Fernsehbilder der XVIII. Olympischen Spiele aus Tokio in die USA übertragen.

## Syncom IV

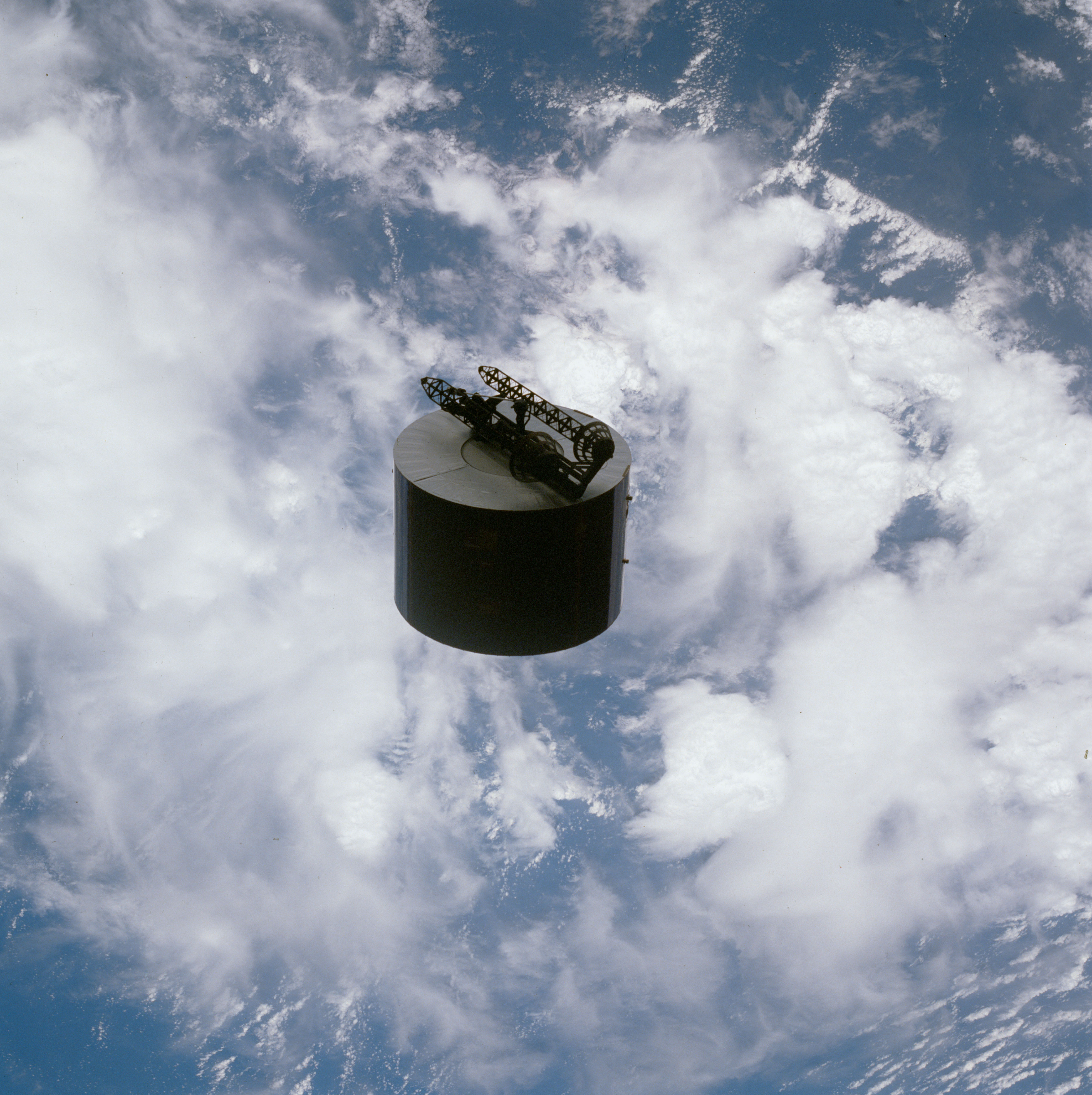
Leasat

Die fünf Satelliten des Leasat-Programmes (von Leased Satellites = gemietete Satelliten) der 1980er Jahre wurden alternativ auch unter dem Namen Syncom IV-1 bis Syncom IV-5 geführt. Der Vertrag zwischen der US Marine und Hughes Communication Services wurde September 1978 bekannt gegeben. Die Satelliten sollten für mindestens fünf Jahre eine weltweite Kommunikation zwischen Luft-, Land- und Seestationen und vier stationären und zwei mobilen Bodenstationen für das Department of Defense ermöglichen. Dazu sollten vier (einer Reserve) Satelliten jeweils um 90° versetzt über Amerika und den Ozeanen in einer geostationären Umlaufbahn platziert werden. Diese waren wesentlich größer als die vorherigen Syncom Modelle und speziell für den Start mit dem Space Shuttle konstruiert. Die ebenfalls zylindrischen und drallstabilisierten Satelliten wurden auf Basis des Satellitenbus Hughes HS-381 gebaut. Sie waren 6,17 m hoch (4,29 m mit eingeklappten Antennen), hatten einen Durchmesser von 4,26 m und ein Gewicht von 7711 kg im Space Shuttle und 1388 kg in der Umlaufbahn. Die Energieversorgung wurde mit Hilfe von Solarzellen auf der Außenseite des Zylinders mit insgesamt etwa 1200 Watt Leistung und drei 25-Ah-Nickel-Cadmium-Akkumulatoren gewährleistet. Insgesamt waren fünf Antennen (zwei Wendelantennen, zwei X-Band-Hörner und eine unidirektionale Antenne) zur Überdeckung der gesamten Erde angebracht. Zwei große Wendelantennen (30 cm Durchmesser und 3,8 m lang) dienten jeweils dem Empfang und der Abstrahlung von UHF-Signalen im Frequenzbereich von 240 bis 400 MHz. Die Telemetrie, Steuerung und der Uplink wurden in Teilen des X-Bandes (7250 bis 7500 MHz und 7975 bis 8025 MHz) übertragen. Die Hauptkommunikationsnutzlast bestand aus zwölf UHF-Repeatern (1. X-Band Uplink, UHF downlink, 25 kHz Bandbreite für Broadcastnachrichten mit störsicherem Breitband-Signal, 2. UHF mit 500 kHz Bandbreite, 3. bis 8. UHF mit 25 kHz Bandbreite und 9. bis 13. UHF mit 5 kHz Bandbreite). Die Kommunikationsnutzlast war dabei zum größten Teil auf einer sich nicht mitdrehenden Platform des mit 30 Umdrehungen pro Minute rotierenden Satelliten untergebracht.
Der erste Start eines Leasat-Satelliten (Leasat 2) erfolgte am 31. August 1984 mit STS-51-A, nachdem der Start des Space Shuttle mit Leasat 1 an Bord im Juni 1984 Sekunden vor dem Start abgebrochen wurde. Leasat 1 folgte dann am 8. November 1984 mit STS-41-D. Leasat 3 wurde am 12. April 1985 mit STS-51-D gestartet, jedoch funktionierte die automatische Inbetriebnahme der Antenne und des Triebwerks nicht. Die Shuttle-Mission wurde kurzfristig um zwei Tage verlängert, um den Defekt durch die Astronauten beheben zu lassen, was jedoch nicht gelang. So wurde der Satellit bei der Mission STS-51-I wieder eingefangen, repariert und dann Ende Oktober in seine Umlaufbahn befördert. Leasat 4 wurde während der Mission STS-51-I ausgesetzt und war inzwischen ebenfalls erfolgreich in seinen Orbit gelangt, wobei man jedoch feststellte, dass die UHF-Sendeantenne nicht funktionierte und man den Satelliten als Verlust abschrieb. Der als Reservesatellit geplante Leasat 5 wurde im Januar 1990 als Ersatz mit STS-32 in den Orbit gebracht. Als Lebensdauer der Satelliten waren jeweils sieben Jahre geplant. Ab Mai 1998 wurde Leasat 5 von der Royal Australian Navy angemietet und in eine Position 156° Ost umgesetzt.
Am Ende ihrer Lebensdauer wurden die Satelliten des Leasat- und des FLTSATCOM-Programmes nach und nach durch die UFO-Satelliten abgelöst.

## Startliste
| Startdatum        | Name      | COSPAR-Bezeichnung | Trägerrakete |
| ----------------- | --------- | ------------------ | ------------ |
| 14. Februar 1963  | Syncom 1  | 1963-004A          | Thor Delta B |
| 26. Juli 1963     | Syncom 2  | 1963-031A          | Thor Delta B |
| 19. August 1964   | Syncom 3  | 1964-047A          | Thor Delta D |
| 08. November 1984 | Leasat F1 | 1984-093C          | STS-41-D     |
| 30. August 1984   | Leasat F2 | 1984-113C          | STS-51-A     |
| 12. April 1985    | Leasat F3 | 1985-028C          | STS-51-D     |
| 27. August 1985   | Leasat F4 | 1985-076D          | STS-51-I     |
| 09. Januar 1990   | Leasat F5 | 1990-002B          | STS-32       |